# Conflicto coreano
El conflicto coreano (한반도 분쟁 en coreano) es un conflicto en curso basado en la división de Corea entre Corea del Norte (República Popular Democrática de Corea) y Corea del Sur (República de Corea), que afirman ser el único gobierno y estado legítimo de toda Corea. Durante la Guerra Fría, Corea del Norte estaba respaldada por la Unión Soviética, China y sus aliados comunistas, mientras que Corea del Sur era respaldada por los Estados Unidos y sus aliados occidentales. La división de Corea por parte de las potencias externas se produjo al final de la Segunda Guerra Mundial, a partir de 1945, y las tensiones estallaron en la guerra de Corea, que duró desde 1950 hasta 1953. Cuando terminó la guerra, ambas facciones fueron devastadas, con la destrucción total de gran parte de los países, pero la división se mantuvo. Corea del Norte y del Sur continuaron un enfrentamiento militar, con choques periódicos. El conflicto sobrevivió al colapso del Bloque del Este de 1989 a 1991 y continúa actualmente.
Estados Unidos mantiene su presencia militar para ayudar a Corea del Sur de conformidad con el Tratado de Defensa Mutua entre la República de Corea y los Estados Unidos. En 1997, el presidente estadounidense Bill Clinton describió la división de Corea como la "última división de la Guerra Fría". En 2002, el presidente norteamericano, George W. Bush, describió a Corea del Norte como miembro de un "eje del mal". Frente a un aislamiento cada vez mayor, Corea del Norte desarrolló capacidades nucleares y de misiles. 
Tras aumentar la tensión a lo largo de 2017, el 2018 vio a ambas facciones coreanas y a Estados Unidos, celebrando una serie de cumbres que prometían la paz y el desarme nuclear. Esto llevó a la Declaración de Panmunjom el 27 de abril de 2018, cuando las dos naciones acordaron trabajar juntas para poner fin al conflicto.

## Trasfondo
Corea fue anexada por el Imperio de Japón en 1910. En las décadas siguientes, durante la ocupación japonesa de Corea, surgieron grupos nacionalistas y radicales, principalmente en el exilio, para luchar por la independencia. Divergentes en sus perspectivas y enfoques, estos grupos no se unieron en un solo movimiento nacional. Con sede en China, el Gobierno Provisional de Corea no logró un amplio reconocimiento. Los muchos líderes que abogaban por la independencia de Corea incluían al conservador Syngman Rhee, educado en Estados Unidos, quien cabildeaba al gobierno norteamericano, y al comunista Kim Il-sung, que luchó en una guerra de guerrillas contra los japoneses desde la vecina Manchuria al norte de Corea.
Tras el final de la ocupación, muchos coreanos de alto rango fueron acusados de colaborar con el imperialismo japonés. Se produjo una intensa y sangrienta lucha entre varias figuras y grupos políticos que aspiraban a liderar Corea.

## División de Corea

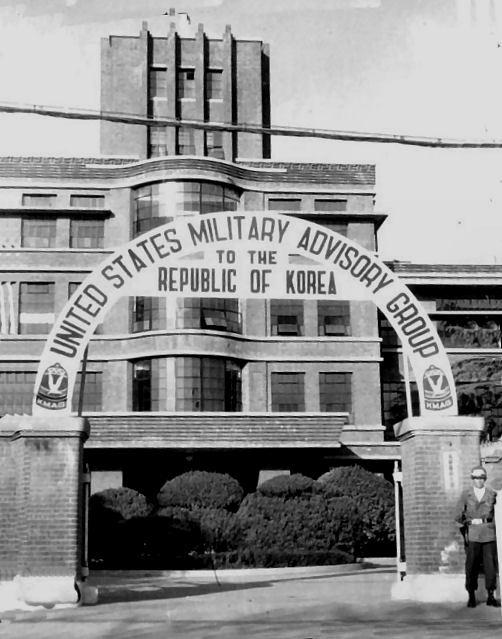
Sede del Grupo Asesor Militar de los Estados Unidos, Corea del Sur, c. 1950

El 9 de agosto de 1945, en los últimos días de la Segunda Guerra Mundial, la Unión Soviética declaró la guerra a Japón y avanzó a Corea, a petición de los Estados Unidos. Aunque la declaración de guerra soviética había sido acordada por los aliados en las Conferencia de Yalta, el gobierno de los Estados Unidos había estado de acuerdo con el gobierno ruso antes de que el avance soviético se detuviera en el paralelo 38, y así fue. Las fuerzas del gobierno de los Estados Unidos llegaron unas semanas más tarde y ocuparon el área al sur del paralelo 38, incluida la capital, Seúl. Esta se incorporó en la Orden General N.º 1 a las fuerzas japonesas después de la rendición de Japón el 15 de agosto. El 24 de agosto, el Ejército Rojo entró en Pionyang y estableció un gobierno militar en Corea al norte del paralelo. Las fuerzas estadounidenses aterrizaron en el sur el 8 de septiembre y establecieron el gobierno militar del ejército de los Estados Unidos en Corea.
Los aliados originalmente habían previsto una administración conjunta que conduciría a Corea hacia la independencia, pero la mayoría de los nacionalistas coreanos querían la independencia de inmediato. Mientras tanto, la cooperación en tiempos de guerra entre la Unión Soviética y los Estados Unidos se deterioró a medida que la Guerra Fría se afianzaba. Ambas potencias ocupantes comenzaron a promover posiciones de autoridad coreanas alineadas con su lado político y marginando a sus oponentes. Muchos de estos líderes políticos emergentes regresaban exiliados con poco apoyo popular. En Corea del Norte, la Unión Soviética apoyó a los comunistas coreanos. Kim Il-sung, quien desde 1941 había servido en el ejército soviético, se convirtió en la principal figura política. La sociedad estaba centralizada y colectivizada, siguiendo el modelo soviético. La política en el sur fue más tumultuosa, pero el fuertemente anticomunista Syngman Rhee, que había sido educado en los Estados Unidos, se posicionó como el político más prominente. Los líderes rivales, Kim Koo y Lyuh Woon-hyung, fueron asesinados.
Como resultado, surgieron dos estados antagónicos, con sistemas políticos, económicos y sociales diametralmente opuestos. En Corea del Sur, se celebraron elecciones generales el 10 de mayo de 1948. La República de Corea se estableció con Syngman Rhee como presidente y reemplazó formalmente la ocupación militar de los Estados Unidos el 15 de agosto. En Corea del Norte, la República Popular Democrática de Corea (o RPDC) fue declarada el 9 de septiembre, con Kim Il-sung, como primer ministro. Las fuerzas de ocupación soviéticas abandonaron la RPDC el 10 de diciembre de 1948. Las fuerzas estadounidenses abandonaron la República de Corea el año siguiente, aunque el Grupo Consultivo Militar Coreano de los Estados Unidos se mantuvo para entrenar al Ejército de la República de Corea. Los nuevos regímenes incluso adoptaron diferentes nombres para Corea: el Norte eligió Choson y el Sur Hanguk.
Ambos gobiernos opuestos se consideraron a sí mismos como el gobierno de toda Corea (como lo hacen hasta el día de hoy), y ambos vieron la división como temporal. Kim Il-sung presionó a Stalin y Mao Zedong en busca de apoyo por una guerra de reunificación. Syngman Rhee expresó repetidamente su deseo de conquistar el Norte. En 1948, Corea del Norte, que tenía casi todos los generadores, cortó el suministro de electricidad al Sur. En el período previo al estallido de la guerra civil, hubo frecuentes enfrentamientos en el paralelo 38, especialmente en Kaesong y Ongjin, iniciados por ambos lados.
A lo largo de este período hubo levantamientos en el Sur, como el Levantamiento de Jeju y la Rebelión de Yeosu-Suncheon, que fueron brutalmente reprimidos. En total, más de cien mil vidas se perdieron en combates en Corea antes de que comenzara la guerra de Corea.

## Guerra coreana

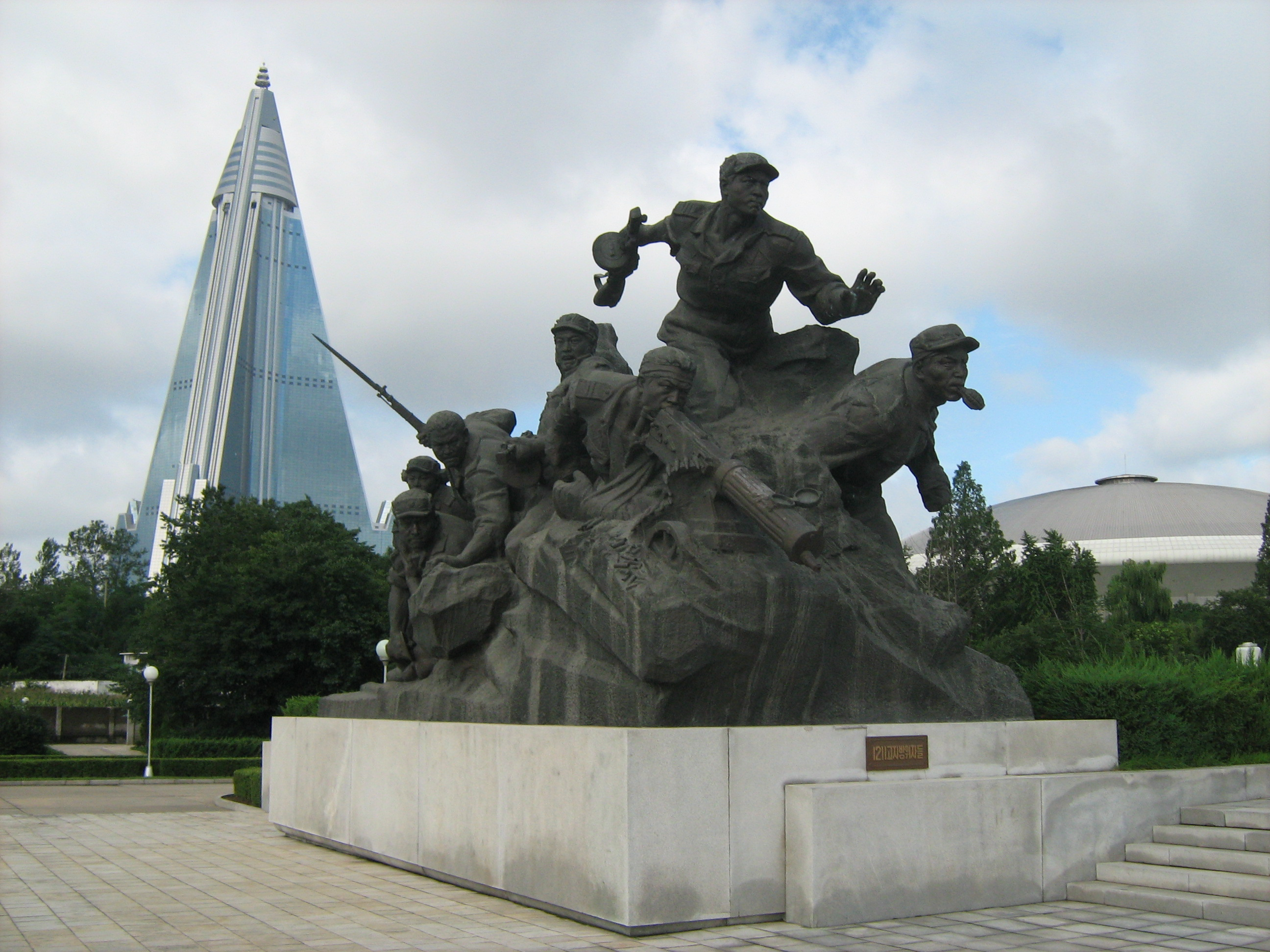
El Museol de la paz de Corea del Norte en Pyongyang, con el hotel piramidal Ryugyong al fondo

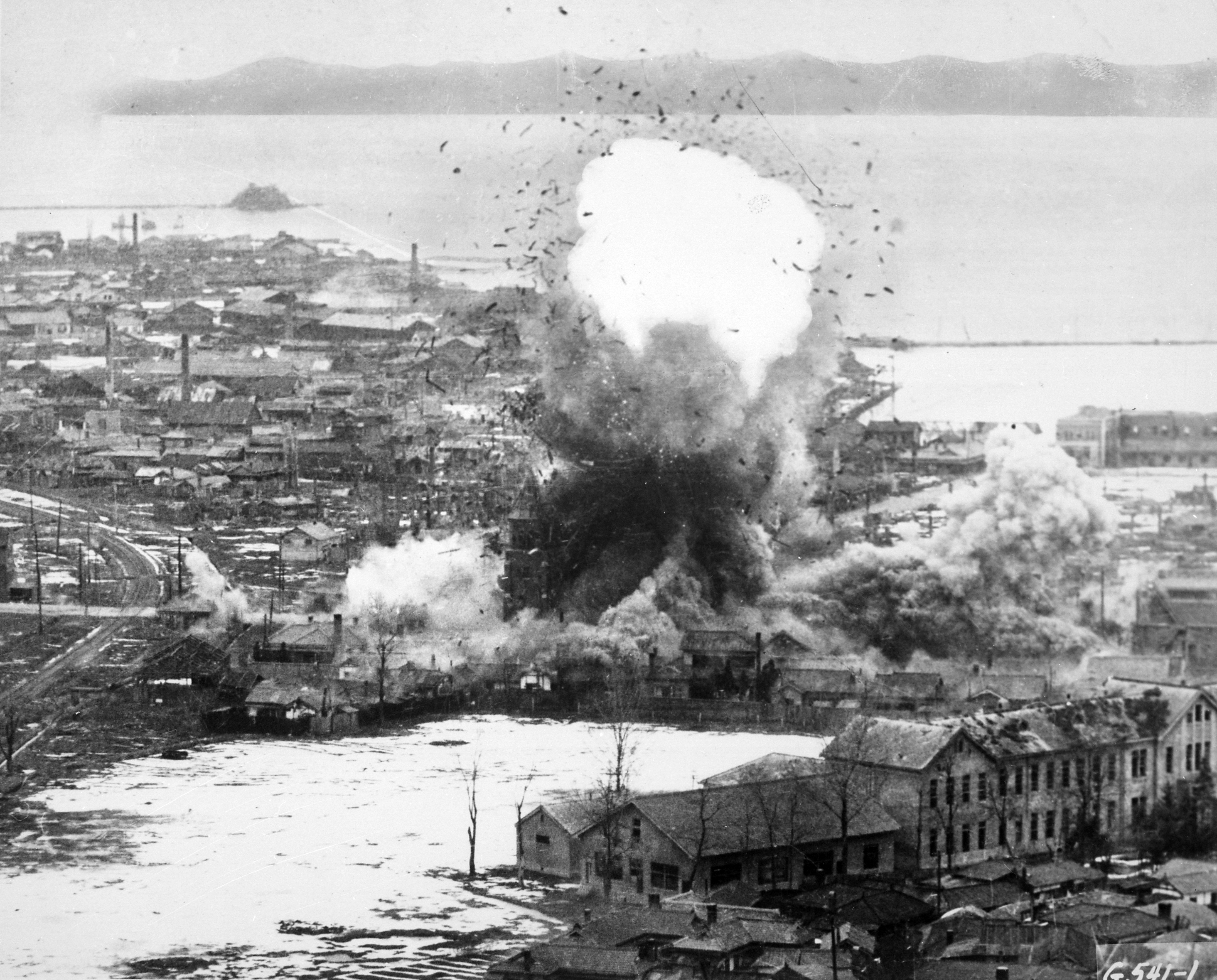
Aviones estadounidenses bombardeando Wonsan, Corea del Norte, 1951.

Para 1950, Corea del Norte tenía una clara superioridad militar sobre el Sur. Los ocupantes soviéticos los habían armado con armamento sobrante y les habían dado entrenamiento. Muchas de las tropas que regresaron a Corea del Norte fueron endurecidas por su participación en la guerra civil china, que acababa de terminar. Kim Il-sung esperaba una victoria rápida, pronosticando que habría levantamientos a favor de los comunistas en el Sur y que Estados Unidos no intervendría. Sin embargo, en lugar de percibir el conflicto como una guerra civil, Occidente lo vio en términos de la Guerra Fría como una agresión comunista, relacionada con los acontecimientos recientes en China y Europa del Este.
Corea del Norte invadió el Sur el 25 de junio de 1950 y rápidamente invadió la mayor parte del país. En septiembre de 1950, la fuerza de las Naciones Unidas, liderada por los Estados Unidos, intervino para defender el Sur, y después del desembarco de Incheon y el desencadenamiento del Perímetro de Busan, avanzó rápidamente hacia Corea del Norte. Cuando se acercaban a la frontera con China, las fuerzas chinas intervinieron en nombre de Corea del Norte, cambiando el equilibrio de la guerra nuevamente. La lucha terminó el 27 de julio de 1953, con un armisticio que restauró aproximadamente los límites originales entre Corea del Norte y Corea del Sur.
Corea fue devastada. Alrededor de tres millones de civiles y soldados habían muerto. Seúl estaba en ruinas, habiendo cambiado de manos cuatro veces. Casi todos los edificios sustanciales en Corea del Norte habían sido destruidos. Como resultado, los norcoreanos desarrollaron un profundo antagonismo hacia los Estados Unidos.

## Armisticio
Las negociaciones para un armisticio comenzaron el 10 de julio de 1951, mientras la guerra continuaba. Los temas principales fueron el establecimiento de una nueva línea de demarcación y el intercambio de prisioneros. Después de la muerte de Stalin, la Unión Soviética negoció concesiones que llevaron a un acuerdo el 27 de julio de 1953.
Syngman Rhee se opuso al armisticio porque dejaba a Corea dividida. A medida que las negociaciones se acercaban a su fin, intentó sabotear los arreglos para la liberación de los prisioneros, y dirigió manifestaciones masivas contra el armisticio. Se negó a firmar el acuerdo, pero aceptó a regañadientes cumplirlo.
El armisticio inauguró un alto el fuego oficial, pero no dio lugar a un tratado de paz. Estableció la Zona desmilitarizada de Corea (DMZ), una zona de amortiguamiento entre los dos lados, que intersecaba el paralelo 38 pero no lo seguía. A pesar de su nombre, la frontera era, y sigue siendo, una de las más militarizadas del mundo.
Corea del Norte anunció que no seguiría el armisticio por lo menos seis veces, en los años 1994, 1996, 2003, 2006, 2009 y 2013.

## Continuación de la guerra fría

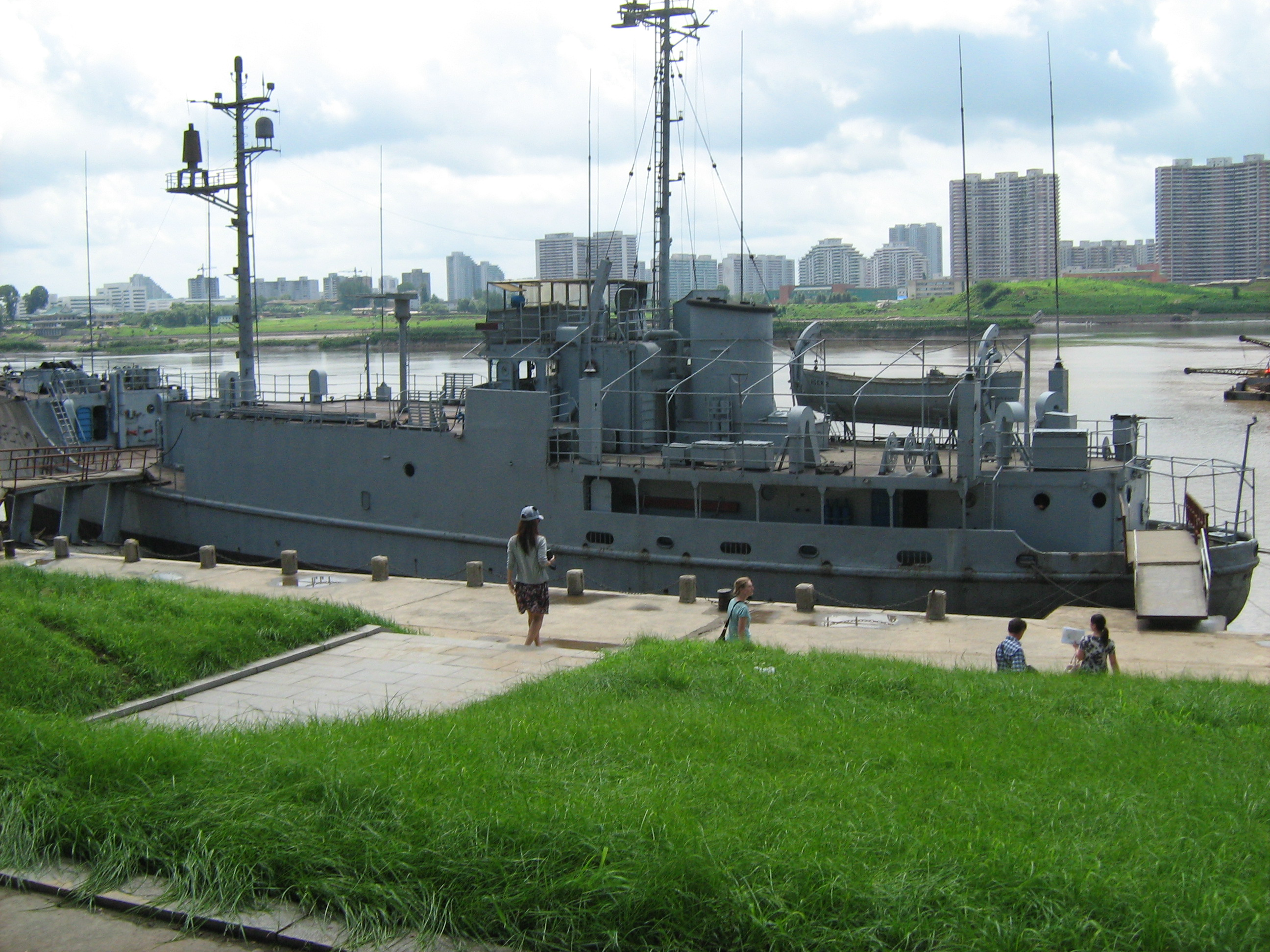
El capturado USS Pueblo siendo visitado por turistas en Pionyang

Después de la guerra, las fuerzas chinas se fueron, pero las fuerzas estadounidenses permanecieron en el Sur. Los conflictos esporádicos continuaron. La ocupación del norte en el sur dejó un movimiento guerrillero que persistió en las provincias de Cholla. El 1 de octubre de 1953, Estados Unidos y Corea del Sur firmaron un tratado de defensa. En 1958, Estados Unidos colocó armas nucleares en Corea del Sur. En 1961, Corea del Norte firmó tratados de defensa mutua con la URSS y China. Durante este período, el exdirector de la CIA, Robert Gates, describió a Corea del Norte como el "objetivo de inteligencia más difícil del mundo". Junto a la confrontación militar, hubo una guerra de propaganda, incluidas campañas de propaganda de globos.
Los regímenes de ambas naciones se alinearon con lados opuestos en la Guerra Fría. Ambas partes recibieron reconocimiento como el gobierno legítimo de Corea por los bloques opuestos. Corea del Sur se convirtió en una dictadura militar fuertemente anticomunista. Corea del Norte se presentó como un campeón del comunismo ortodoxo, distinto de la Unión Soviética y China. El régimen desarrolló la doctrina de Juche o la autosuficiencia, que incluía una movilización militar extrema. En respuesta a la amenaza de una guerra nuclear, construyó amplias instalaciones subterráneas y en las montañas. El metro de Pionyang se abrió en la década de 1970, con la capacidad de fungir como refugio antiaéreo. Hasta principios de la década de 1970, Corea del Norte era económicamente igual al Sur.
Corea del Sur estuvo fuertemente involucrada en la guerra de Vietnam. Cientos de pilotos de combate norcoreanos fueron a Vietnam y derribaron 26 aviones estadounidenses. Los equipos de especialistas en guerra psicológica de Corea del Norte atacaron a las tropas surcoreanas y los guerrilleros vietnamitas fueron entrenados en el Norte.
Las tensiones entre el Norte y el Sur se intensificaron a fines de la década de 1960 con una serie de choques armados de bajo nivel conocidos como el Conflicto de la zona desmilitarizada de Corea. En 1966, Kim declaró que la "liberación del sur" era un "deber nacional". En 1968, los comandos de Corea del Norte lanzaron el ataque a la Casa Azul, un intento fallido de asesinar al presidente surcoreano Park Chung-hee. Poco después, el barco espía estadounidense Pueblo fue capturado por la marina norcoreana. Los estadounidenses vieron la crisis en términos de la confrontación global con el comunismo, pero, en lugar de orquestar el incidente, el gobierno soviético estaba preocupado por ello. La crisis fue iniciada por Kim, inspirada por los éxitos comunistas en la guerra de Vietnam.
En 1967, el compositor de origen coreano Isang Yun fue secuestrado en Alemania occidental por agentes surcoreanos y encarcelado en Corea del Sur por espiar para el Norte. Fue liberado después de una protesta internacional.
En 1969, Corea del Norte derribó el avión espía EC-121 de EE. UU. sobre el Mar de Japón y mató a los 31 tripulantes a bordo, lo que constituye la mayor pérdida individual de tripulación aérea estadounidense durante la Guerra Fría. En 1969, el Korean Air Lines YS-11 fue secuestrado y llevado a Corea del Norte. De manera similar, en 1970, los secuestradores del vuelo 351 de Japan Airlines recibieron asilo en Corea del Norte. En respuesta al Asalto a la Casa Azul, el gobierno de Corea del Sur estableció una unidad especial para asesinar a Kim Il-sung, pero la misión fue abortada en 1972.

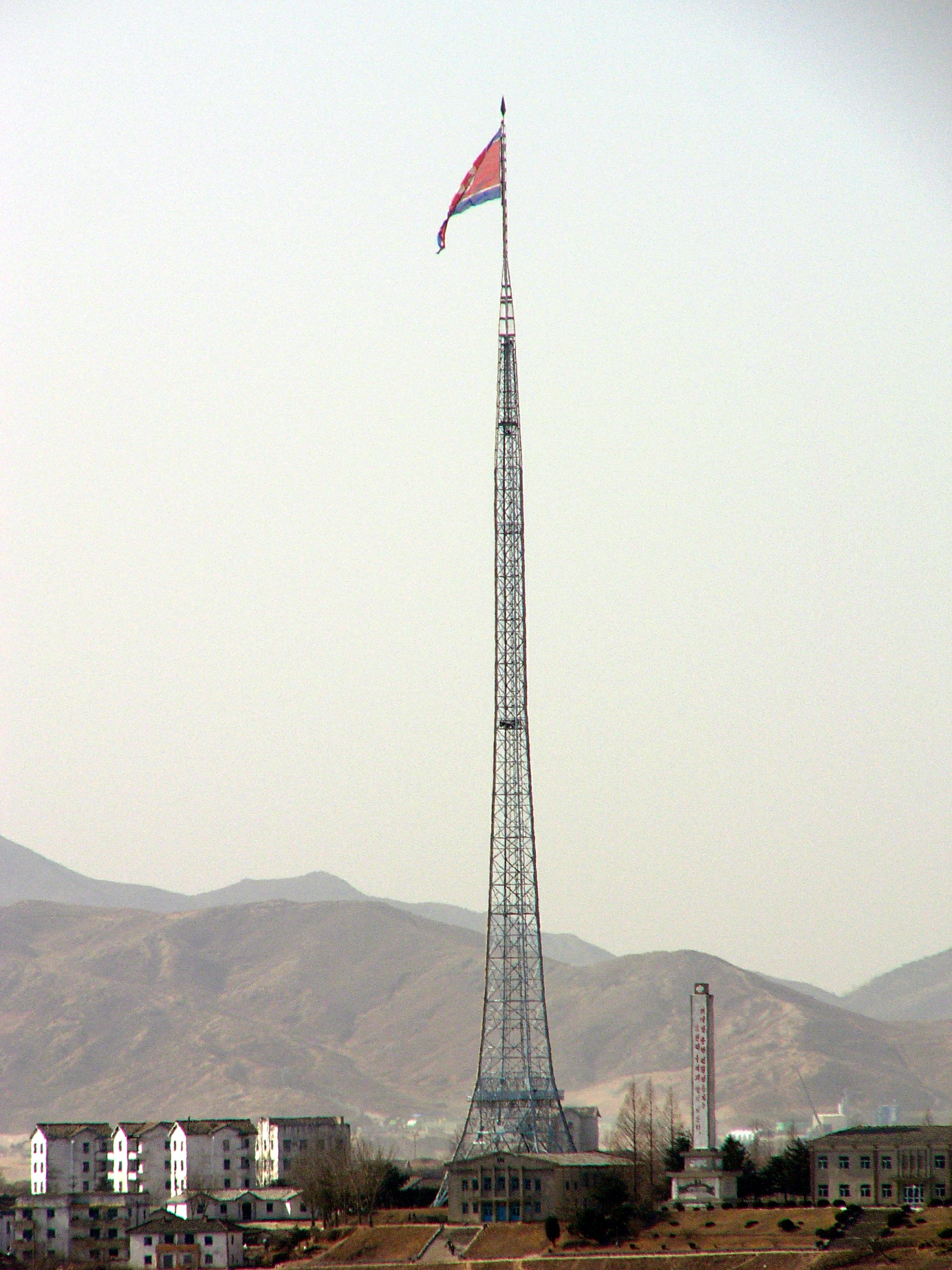
El asta de la bandera de Corea del Norte cerca de Panmunjom

En 1974, un simpatizante de Corea del Norte intentó asesinar al presidente Park y mató a su esposa, Yuk Young-soo. En 1976, el incidente del hacha de Panmunjeom causó la muerte de dos oficiales del ejército de los EE. UU. en la zona desmilitarizada y amenazó con desencadenar una guerra más amplia. En la década de 1970, Corea del Norte secuestró a varios ciudadanos japoneses.
En 1976, en minutos desclasificados, el subsecretario de Defensa de los Estados Unidos, William Clements, le dijo a Henry Kissinger que se habían producido 200 incursiones en Corea del Norte desde el Sur, aunque no por parte del ejército estadounidense. Según los políticos surcoreanos que han hecho campaña para compensar a los sobrevivientes, más de 7.700 agentes secretos se infiltraron en Corea del Norte desde 1953 hasta 1972, de los cuales se cree que unos 5.300 no han regresado. Los detalles de solo unas pocas de estas incursiones se han hecho públicas, incluidas las redadas realizadas por las fuerzas surcoreanas en 1967 que habían saboteado cerca de 50 instalaciones norcoreanas. Otras misiones incluyeron asesores contra objetivos de China y la Unión Soviética para socavar las relaciones entre Corea del Norte y sus aliados.
Durante la década de 1970, tanto el Norte como el Sur comenzaron a desarrollar su capacidad militar. Se descubrió que Corea del Norte había cavado túneles bajo la zona desmilitarizada que podían albergar a miles de tropas. Alarmada ante la perspectiva de la retirada de Estados Unidos, Corea del Sur comenzó un programa secreto de armas nucleares al que Washington se opuso firmemente.
En 1977, el presidente de Estados Unidos, Jimmy Carter, propuso la retirada de tropas de Corea del Sur. Hubo una reacción generalizada en Estados Unidos y Corea del Sur, y los críticos argumentaron que esto permitiría al Norte capturar Seúl. Carter pospuso el movimiento, y su sucesor Ronald Reagan invirtió la política, aumentando el número de soldados a cuarenta y tres mil. Después de que Reagan suministró al Sur los cazas F-16, y después de la visita de Kim Il-sung a Moscú en 1984, la URSS recomenzó la ayuda militar y la cooperación con el Norte.
Los disturbios en el Sur llegaron a un punto crítico con el levantamiento de Gwangju en 1980. La dictadura equiparó la disidencia con la subversión norcoreana. Por otro lado, algunos jóvenes manifestantes vieron a los Estados Unidos como cómplices en la represión política y se identificaron con la propaganda nacionalista del Norte.
En 1983, Corea del Norte llevó a cabo el atentado de Rangún, un intento fallido de asesinato contra el presidente surcoreano, Chun Doo-hwan, mientras visitaba Birmania. El bombardeo del vuelo 858 de Korean Air en 1987, en el período previo a los Juegos Olímpicos de Seúl, llevó al gobierno de los Estados Unidos a colocar a Corea del Norte en su lista de países terroristas. Corea del Norte lanzó un boicot a los Juegos, apoyado por Cuba, Etiopía, Albania y Seychelles.
En la década de 1980, el gobierno de Corea del Sur construyó un asta de bandera de 98 m de altura en su aldea de Daeseong-dong en la zona desmilitarizada. Como respuesta, Corea del Norte construyó un asta de bandera de 160 m de altura en su aldea cercana de Kijŏng-dong.

## Aislamiento y confrontación.

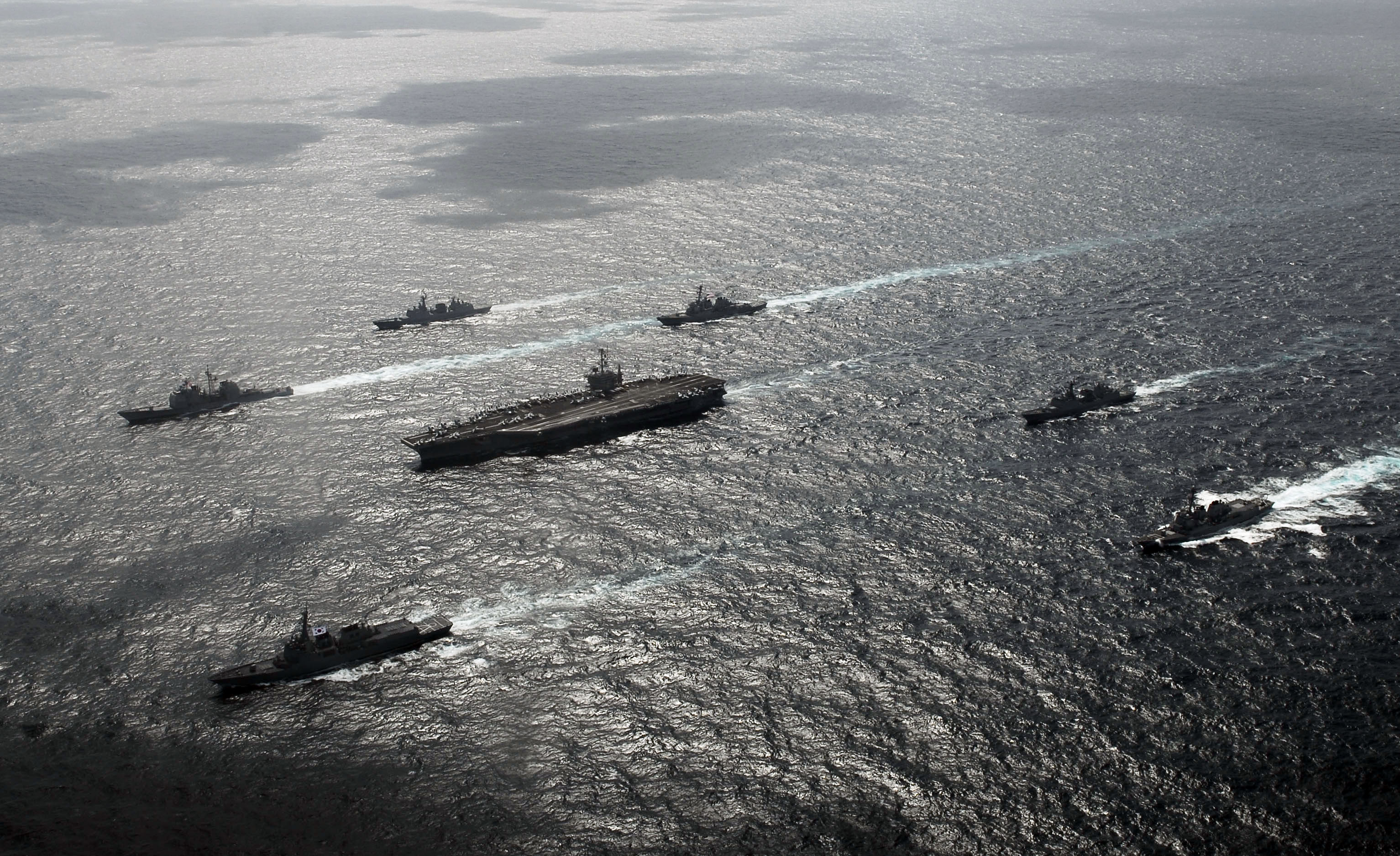
Los buques de US Carrier Strike Group Three navegan en formación con los barcos de la Armada ROK durante Key Resolve / Foal Eagle 2009

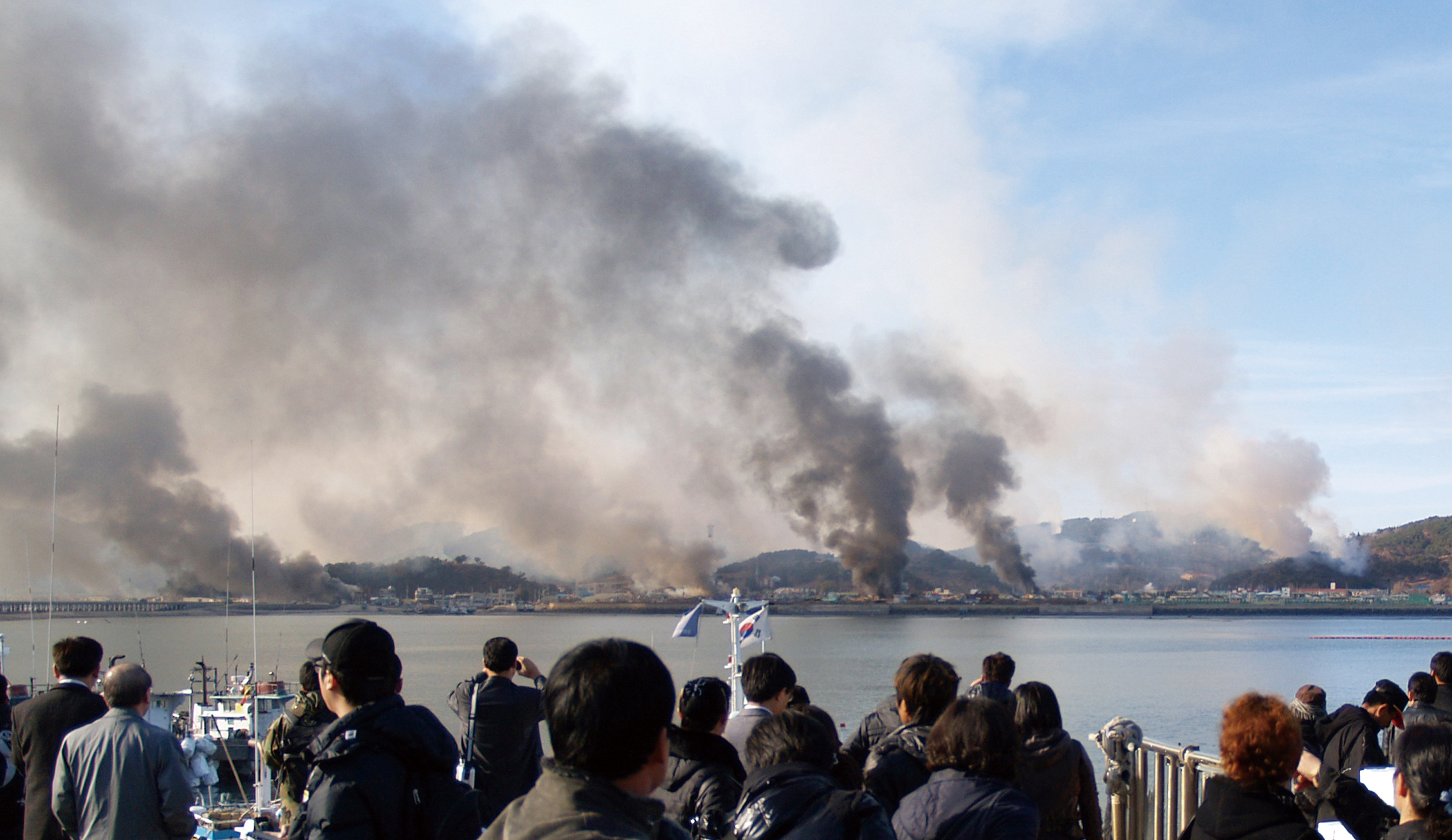
La Isla Yeonpyeong bajo el ataque de Corea del Norte

Cuando terminó la Guerra Fría, Corea del Norte perdió el apoyo de la Unión Soviética y se sumió en una crisis económica. Con la muerte del líder Kim Il-sung en 1994, había expectativas de que el gobierno norcoreano colapsaría y la península sería reunificada.
En respuesta a su mayor aislamiento, Corea del Norte redobló sus esfuerzos para desarrollar armas nucleares y misiles balísticos intercontinentales. En 1994, el presidente de Estados Unidos, Bill Clinton, consideró bombardear el reactor nuclear de Yongbyon, pero más tarde rechazó esta opción cuando se le informó que, si se desataba la guerra, podría costar 52.000 bajas estadounidenses y 490.000 bajas militares surcoreanas en los primeros tres meses, así como un gran número de bajas civiles. En cambio, en 1994, los Estados Unidos y Corea del Norte firmaron un marco acordado que tenía como objetivo congelar el programa nuclear de Corea del Norte. En 1998, el presidente de Corea del Sur, Kim Dae-jung, inició la política del Sol, cuyo objetivo era fomentar mejores relaciones con el Norte. Sin embargo, después de los ataques del 11 de septiembre, el presidente de los Estados Unidos, George W. Bush, denunció la política y en 2002 calificó a Corea del Norte como miembro de un "eje del mal". Las conversaciones a seis bandas con Corea del Norte y del Sur, Estados Unidos, Rusia, Japón y China comenzaron en 2003 pero no lograron una resolución. En 2006, Corea del Norte anunció que había realizado con éxito su primera prueba nuclear. La política del Sol fue abandonada formalmente por el presidente surcoreano, Lee Myung-bak, después de su elección en 2007.
A principios del siglo XXI, se estimó que la concentración de la potencia de fuego en el área entre Pionyang y Seúl era mayor que en Europa central durante la Guerra Fría. El ejército popular de Corea del Norte doblaba numéricamente a los militares de Corea del Sur y tenía la capacidad de devastar Seúl con artillería y bombardeo de misiles. El ejército de Corea del Sur, sin embargo, fue evaluado como técnicamente superior en muchos aspectos. Las fuerzas estadounidenses permanecieron en Corea del Sur y llevaron a cabo ejercicios militares anuales con fuerzas surcoreanas, incluyendo Key Resolve, Foal Eagle y Ulchi-Freedom Guardian. Estos fueron denunciados rutinariamente por Corea del Norte como actos de agresión. Entre 1997 y 2016, el gobierno de Corea del Norte acusó a otros gobiernos de declararles la guerra 200 veces. Los analistas han descrito a la guarnición estadounidense como una trampa que garantiza la participación militar estadounidense, pero algunos se han preguntado si se recibirán suficientes refuerzos.
Durante este período, dos submarinos norcoreanos fueron capturados luego de quedar varados en la costa surcoreana, uno cerca de Gangneung en 1996 y uno cerca de Sokcho en 1998. En diciembre de 1998, la marina surcoreana hundió un semi-sumergible norcoreano en la batalla de Yeosu. En 2001, la guardia costera japonesa hundió un barco espía de Corea del Norte en la batalla de Amami-Ōshima. 
Corea del Sur dejó de enviar "agentes de demolición" para atacar el Norte a principios de la década de 2000.
El conflicto se intensificó cerca del límite marítimo en disputa conocido como la Línea del límite norte en el Mar Amarillo. En 1999 y 2002, hubo enfrentamientos entre las armadas de Corea del Norte y del Sur, conocidas como la Primera y Segunda batalla de Yeonpyeong. El 26 de marzo de 2010, un barco naval surcoreano, el ROKS Cheonan se hundió, cerca de la isla Baengnyeong en el Mar Amarillo y se culpó a un torpedo norcoreano. El 23 de noviembre de 2010, en respuesta a un ejercicio militar conjunto, Corea del Norte disparó artillería contra la isla de Yeonpyeong, Corea del Sur, en el Mar Amarillo, y Corea del Sur respondió el fuego. 
En 2013, en medio de tensiones sobre su programa de misiles, Corea del Norte forzó el cierre temporal de la Región Industrial de Kaesong operada conjuntamente. La zona fue cerrada nuevamente en 2016. Un parlamentario surcoreano fue condenado por planear una campaña de sabotaje para apoyar al Norte en 2013 y encarcelado por 12 años. En 2014, según el New York Times, el presidente de Estados Unidos, Barack Obama, ordenó la intensificación de la guerra cibernética y electrónica para interrumpir las pruebas de misiles de Corea del Norte. Sin embargo, esta cuenta ha sido disputada por analistas del Instituto Nautilus.

## Tensión y distensión

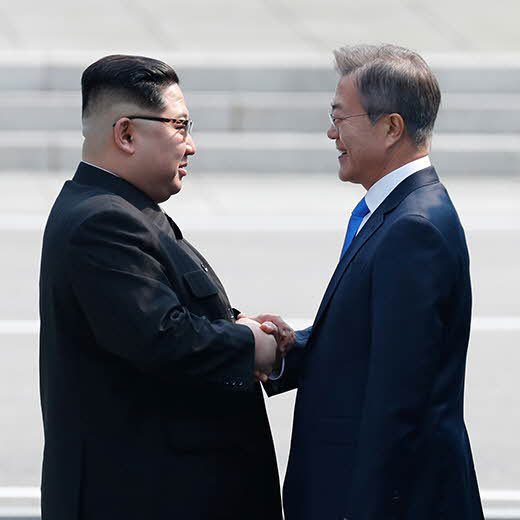
Kim Jong-un y Moon Jae-in se dan la mano en la zona desmilitarizada de Corea durante la primera cumbre intercoreana de 2018

2017 experimentó un período de mayor tensión entre Estados Unidos y Corea del Norte. A principios de año, el presidente entrante de Estados Unidos, Donald Trump, abandonó la política de "paciencia estratégica" asociada con la administración anterior de Obama. Más adelante, Moon Jae-in fue elegido presidente de Corea del Sur con la promesa de volver a la política del Sol.
El 4 de julio de 2017, Corea del Norte realizó con éxito su primera prueba de un misil balístico intercontinental (ICBM), llamado Hwasong-14. Se realizó otra prueba el 28 de julio. El 5 de agosto de 2017, la ONU impuso nuevas sanciones que fueron desafiadas por el gobierno de Corea del Norte. Tras las sanciones, Trump advirtió que las amenazas nucleares de Corea del Norte "se enfrentarán con fuego, furia y francamente poder, como el mundo nunca ha visto antes". En respuesta, Corea del Norte anunció que estaba considerando una prueba de misiles en la cual los misiles aterrizarían cerca del territorio estadounidense de Guam. El 29 de agosto, Corea del Norte disparó otro misil. Días después, con las tensiones aún altas, Corea del Norte realizó su sexta prueba nuclear el 3 de septiembre. La prueba recibió una condena internacional y dio lugar a nuevas sanciones económicas contra Corea del Norte. Apenas dos semanas después de su prueba anterior, Corea del Norte lanzó otro misil. El 28 de noviembre, Corea del Norte lanzó otro misil que, según los analistas, sería capaz de llegar a cualquier parte de los Estados Unidos. La prueba dio lugar a que las Naciones Unidas impusieran más sanciones al país asiático.
En enero de 2018, Canadá y Estados Unidos organizaron conjuntamente la Reunión de Ministros de Relaciones Exteriores de Vancouver sobre Seguridad y Estabilidad en la Península Coreana en relación con las formas de aumentar la eficacia de las sanciones contra Corea del Norte. Los copresidentes (el ministro de Relaciones Exteriores de Canadá, Freeland y el Secretario de Estado de los Estados Unidos, Tillerson) emitieron un resumen que enfatizaba la urgencia de persuadir a Corea del Norte a desnuclearizarse y enfatizar la necesidad de sanciones que creasen condiciones para una solución diplomática.
Cuando Kim Jong-un propuso participar en los Juegos Olímpicos de Invierno de 2018 en Corea del Sur en su discurso de Año Nuevo, la línea directa Seúl-Pionyang se reabrió después de casi dos años. En febrero, Corea del Norte envió una delegación de alto nivel sin precedentes a los Juegos, encabezada por Kim Yo-jong, hermana de Kim Jong-un, y el presidente Kim Yong-nam, que transmitió una invitación al presidente Moon para visitar el Norte. Kim Jong-un y Moon se reunieron en el Área de Seguridad Conjunta el 27 de abril, donde anunciaron que sus gobiernos trabajarían para lograr una península coreana desnuclearizada y formalizarían la paz entre Corea del Norte y Corea del Sur. El 12 de junio, Kim se reunió con Donald Trump en una cumbre en Singapur y firmó una declaración, afirmando el mismo compromiso. Trump anunció que detendría los ejercicios militares con Corea del Sur y anunció la retirada de las tropas estadounidenses por completo. En septiembre, en una cumbre con Moon en Pionyang, Kim accedió a desmantelar las instalaciones de armas nucleares de Corea del Norte si Estados Unidos tomaba medidas recíprocas. Los dos gobiernos también anunciaron establecer zonas de amortiguamiento en sus fronteras para evitar choques.
El 1 de noviembre de 2018, se establecieron zonas de amortiguamiento en la zona desmilitarizada para ayudar a garantizar el fin de la hostilidad en tierra, mar y aire. Las zonas de amortiguamiento se extienden desde el norte de la isla Deokjeok hasta el sur de la isla Cho en el Mar del Oeste, al norte de la ciudad de Sokcho y al sur del Condado de Tongchon en el Mar del Este (Amarillo). Además, no se establecieron zonas de vuelo a lo largo de la DMZ.